# Hohenwestedt
Hohenwestedt – miejscowość i gmina w Niemczech, w kraju związkowym Szlezwik-Holsztyn, w powiecie Rendsburg-Eckernförde, siedziba urzędu Mittelholstein. Do 31 grudnia 2011 miejscowość była samodzielną gminą i zarazem siedzibą urzędu Hohenwestedt-Land.

## Współpraca
- Billund, Dania
- Müncheberg, Brandenburgia